# North Cypress-Langford
North Cypress-Langford es un municipio canadiense situado en la provincia de Manitoba.

## Superficie
North Cypress-Langford tiene una superficie de 1762,3 km².

## Demografía
En 2021, tenía 3011 habitantes, una densidad poblacional de 1,7 hab./km², y 963 viviendas.